# Michael Tubridy
Michael Tubridy (Kilrush (County Clare), 1935) is een Ierse fluitist maar ook concertina en tin whistle-speler.
Nadat hij aan verschillende muziekevenementen had deelgenomen waaronder deelname aan de band Ceoltóirí Chualann werd hij in 1962 met Paddy Moloney een van de mede-oprichters van de befaamde folkband The Chieftains. Hij verliet The Chieftains in 1979.

## Discografie
Seán Ó Ríada and Ceoltóirí Chualann Albums
- The Playboy of the Western World - 1961
- Reacaireacht an Riadaigh - 1963/2001
- Ceol Na uAsal Music of the Nobles -  1970/2001
- Ding Dong - 1967/2002
- Ó Ríada sa Gaiety le Seán Ó - 1970/1988
- Ó Ríada - 1971/1996

Met The Chieftains
- 1978   Chieftains 8
- 1977   Chieftains 7
- 1977   Chieftains Live
- 1977   Bonaparte's Retreat
- 1975   Barry Lyndon
- 1975   Chieftains 5
- 1973   Chieftains 4
- 1971   Chieftains 3
- 1969   Chieftains 2
- 1963   Chieftains 1

Andere albums
- The Totally Tin Whistle -
- Set dances of Ireland vol. 1
- Dolly McMahon - 1965
- Comhaltas Ceoltóirí Éireann: The Castle Ceili Band - 1973
- Castle Ceili Band: Irish Traditional Pub Music - 1973
- Derek Bell : Carolan's Receipt Volume 1 1975/1999
- The Eagle's Whistle - 1979
- Claddagh's Choice - 1984
- Collections - 1989
- Best of the Chieftains - 1992
- Film Cuts - 1996
- Legends of Ireland - 1998
- Real Irish Christmas - 1999
- The Chieftains Collection: The Very Best of the Claddagh Years - 1999
- The Chieftains Collection: The Very Best of the Claddagh Years, Volume 2 - 1999
- Wedding & Love Songs... -  2000

- MusicBrainz: 8b653545-b3bf-4834-b41a-0dd9689f9d00
- Virtual International Authority File: 7188154260401324480009